# 歳費凍結法案
歳費凍結法案（さいひとうけつほうあん）とは国会議員の歳費を凍結する法案。

## 概要
被告人として勾留中の国会議員に対する歳費及びその他手当を凍結し、裁判で有罪判決が確定した時にはこれらを支給せず、その他の場合は裁判が終結した時に支給することを規定している。また勾留中の国会議員に文書通信交通滞在費を支給しないことも合わせて規定している。
勾留中で国会議員の活動ができない国会議員でも辞職を拒否すれば、実刑判決または特定の罪で有罪判決が確定するまでは失職せずに任期切れまで国会議員の身分を維持でき、歳費等の支給を受けることができる。このことに批判が出たことから民主党を中心に歳費法改正案として法案が作成された。
議員歳費は日本国憲法第49条と国会法第35条および歳費法で規定されているが、その性質は代表的な学説によれば、「議員の勤務に対する報酬たる性質を有するもの」であり、「議員が職務を遂行し、その地位にふさわしい生活を維持」を目的としている。国会議員は有権者から付託を受けた以上、国会議員の身分があれば勾留中の拘置所から質問主意書を提出するなどの議員活動は可能であり、国会議員の身分を持ちながら歳費のみを凍結することは国会議員の身分に関わるという大きな論点がある。

## 長期間勾留されながらも国会議員に在職し続けた例
| 議員       | 議院   | 容疑                                                    | 事案                 | 身柄拘束期間                   | 身柄拘束 日数 |
| ---------- | ------ | ------------------------------------------------------- | -------------------- | ------------------------------ | ------------- |
| 友部達夫   | 参議院 | 詐欺罪                                                  | オレンジ共済組合事件 | 1997年1月29日 - 2001年6月7日   | 1591日間      |
| 鈴木宗男   | 衆議院 | 斡旋収賄罪 受託収賄罪 政治資金規正法違反 議院証言法違反 | 鈴木宗男事件         | 2002年6月19日 - 2003年8月29日  | 437日間       |
| 秋元司     | 衆議院 | 組織犯罪処罰法違反                                      | IR汚職事件           | 2020年8月20日 - 2021年6月7日   | 292日間       |
| 秋本真利   | 衆議院 | 受託収賄罪 詐欺罪                                       | 洋上風力発電汚職事件 | 2023年9月7日 – 2024年6月20日   | 288日間       |
| 山口敏夫   | 衆議院 | 背任罪 議院証言法違反                                   | 二信組事件           | 1995年12月6日 - 1996年9月27日  | 287日間       |
| 河井克行   | 衆議院 | 公職選挙法違反                                          | 河井夫妻選挙違反事件 | 2020年6月18日 - 2021年3月3日   | 259日間       |
| 坂井隆憲   | 衆議院 | 政治資金規正法違反 詐欺罪                               | 坂井隆憲事件         | 2003年3月7日 - 2003年10月10日  | 218日間       |
| 中村喜四郎 | 衆議院 | 斡旋収賄罪                                              | ゼネコン汚職事件     | 1994年3月11日 - 1994年7月28日  | 140日間       |
| 河井案里   | 参議院 | 公職選挙法違反                                          | 河井夫妻選挙違反事件 | 2020年6月18日 - 2020年10月27日 | 131日間       |

※身柄拘束期間や身柄拘束日数は国会議員としての身柄拘束。